# Thor Haklang
Thor Haklang (apodado el mentón largo, m. 872), fue un guerrero vikingo de Noruega con fama de berserker, hijo del rey de Agder Kjotve el Rico, que se unió a los caudillos instigadores y líderes del levantamiento contra el rey Harald I de Noruega que culminó en la batalla de Hafrsfjord donde fueron derrotados. Según la saga Heimskringla, viendo que la batalla tomaba un rumbo negativo y vislumbrando la derrota, lanzó su nave contra la del rey Harald en un último intento y desesperado ataque pero no tuvo éxito y murió junto a toda su tripulación, en propias palabras de la saga: «su nave quedó limpia de hombres».
Su figura histórica aparece en Heimskringla de Snorri Sturluson y la anónima saga de Grettir donde se cita que combatió al lado de su aliado Onund Pie de Árbol.